# Lituania propia

Mapa que muestra los cambios en el territorio de Lituania desde el hasta la actualidad.

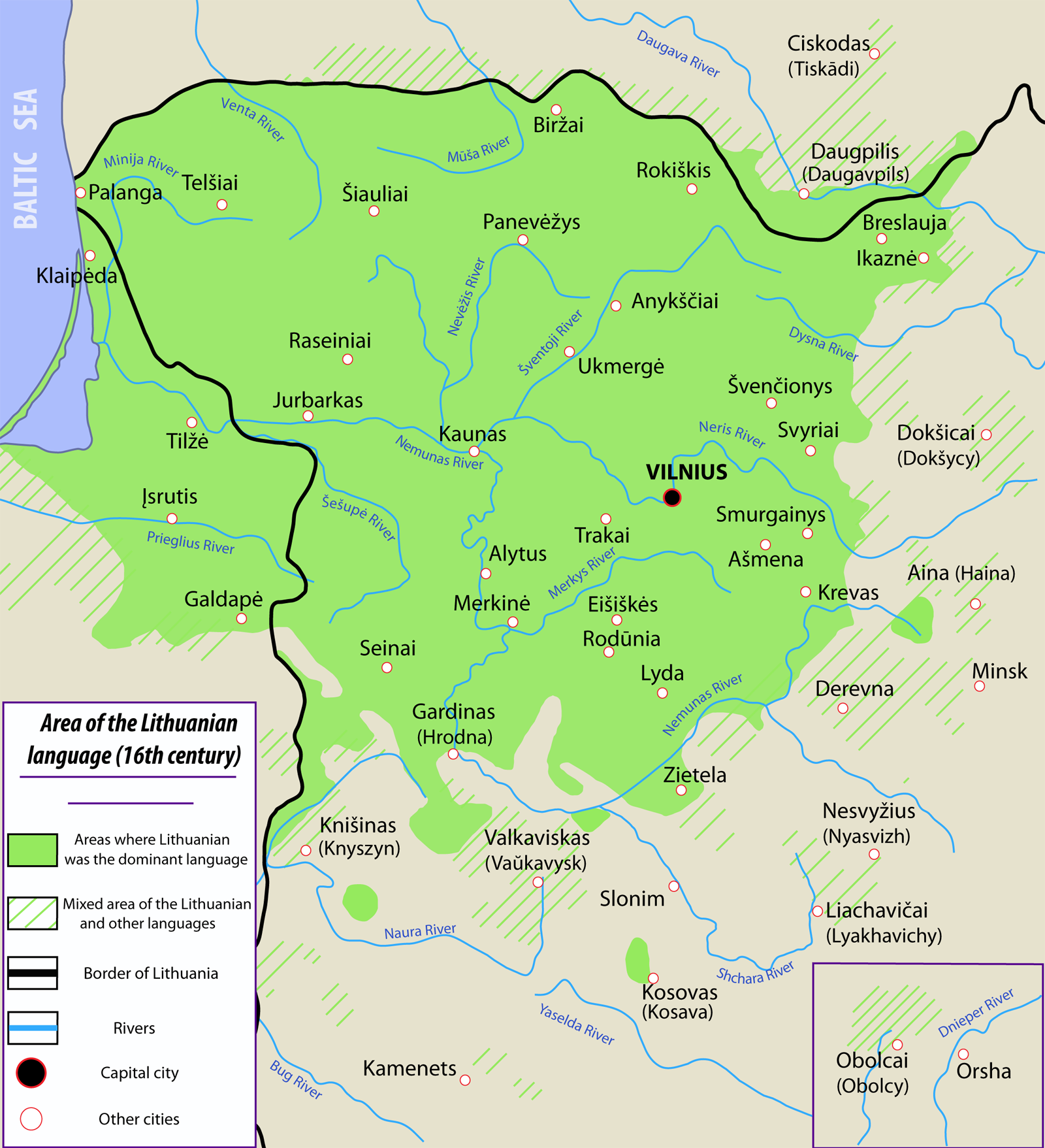
Área del idioma lituano en el.

La Lituania propia (en latín: Lithuania propria, lituano: Didžioji Lietuva, literalmente: «Genuina Lituania», yidis: ליטע, Lite) se refiere a una región que existía dentro del Gran Ducado de Lituania, y hablaba el idioma lituano. El significado primordial es idéntico al del Ducado de Lituania, un territorio alrededor del cual el Gran Ducado de Lituania evolucionó. El territorio puede ser trazado por las parroquias católicas cristianas establecidas en tierras paganas bálticas del Gran Ducado de Lituania después de la cristianización de Lituania en 1387. Ellos fueron bastante distinguibles, ya que las partes rutenas del Ducado fueron bautizadas en la forma ortodoxa. El término en latín fue usado ampliamente durante la Edad Media y se puede encontrar en numerosos mapas históricos hasta la Primera Guerra Mundial.
La Lituania propia a veces también se denomina Lituania Mayor (en lituano: Didžioji Lietuva), particularmente en contraste con Lituania Menor.